# Holm Keller
Holm Keller (* 1967) ist ein deutscher Dramaturg, Theaterwissenschaftler und Verwaltungswissenschaftler. Er war Vizepräsident der Leuphana Universität Lüneburg. und ist  Executive Chairman der kENUP Foundation und Managing Director des EU Malaria Funds.

## Leben und Wirken
Holm Keller spielte als Jugendlicher im Jahr 1980 in der sechsteiligen ARD-Miniserie Schülergeschichten unter der Regie von Frank Strecker einen Schüler. Er studierte von 1986 bis 1992 Theaterwissenschaften an der Universität Wien mit dem Abschluss Magister Artium und absolvierte von 1994 bis 1996 die Harvard Kennedy School mit dem Abschluss Master of Public Administration (MPA).
Neben dem Studium war er von 1986 bis 1990 für den Süddeutschen Rundfunk und als freier Radiokorrespondent tätig. Für den Dokumentarfilm Villa Air Bel – Varian Fry in Marseille 1940/41, der 1988 in die Kinos kam, komponierte er die Musik. Von 1990 bis 1992 beim Wiener Falter Verlag als Leiter des Bereichs Theater und Musik und anschließend bis 1994 als Dramaturg an der Oper Bonn. Seit 1993 wirkte er als Dramaturg und Produzent für unter anderem Arte, ZDF, WDR und BR. In der Zeit zwischen 1993 und 2006 arbeitete er als Dramaturg mit dem Regisseur Robert Wilson im Rahmen verschiedener Opernproduktionen zusammen, zum Beispiel an der Staatsoper Berlin der Pariser Oper, am Nationaltheater Prag, am Grand Théâtre de Genève, am Stockholms Stadsteater, am Brüsseler Théâtre Royal de la Monnaie sowie bei den Salzburger Festspielen und beim Maggio Musicale Fiorentino.
Keller war von 1996 bis 2002 für die Unternehmensberatung McKinsey & Company in Wien, München und New York und anschließend von  2002 bis 2006 für die Bertelsmann AG in verschiedenen Positionen tätig, zuletzt als President Corporate Development Asia in Shanghai.
Im Jahr 2006 wurde Keller Vizepräsident der Leuphana Universität Lüneburg, wo er gemeinsam mit dem Präsidenten Sascha Spoun eine Neuausrichtung der Universität einleitete. Ein Schwerpunkt lag dabei in der Campusentwicklung. Von 2009 bis 2015 leitete Keller den sogenannten „EU Innovationsinkubator Lüneburg“, ein Großprojekt der Universität im Rahmen der EFRE-Förderung der Europäischen Kommission. Das Vorhaben wurde von der Organisation für wirtschaftliche Zusammenarbeit und Entwicklung in einem Bericht gewürdigt. Sein Amt als Vizepräsident legte Keller vor Ablauf der regulären Amtszeit (2020) bereits im Januar 2016 vorzeitig nieder, um sich neuen beruflichen Herausforderungen zu widmen. Keller unterrichtete auch als Lehrbeauftragter an der Universität St. Gallen.
Keller ist seit 2015 Vorsitzender der kENUP Foundation, einer Stiftung zur Beförderung von Innovation in Europa. Seit 2020 ist er Geschäftsführer des EU Malaria Funds, einer Partnerschaft der Europäischen Investitionsbank u. a. mit der Investitionsbank Berlin und der Bill & Melinda Gates Foundation. Der Fund unterstützt die Entwicklung von Impfstoffen und Therapeutik gegen Malaria.
Keller ist Mitglied des Kuratoriums der Stiftung Louisenlund.

## Kritik
Keller stand immer wieder wegen umstrittener Projekte in der Kritik, unter anderem von Studierendenvertretern. Vor allem das neue Zentralgebäude der Universität Lüneburg war umstritten. Zeitweise ermittelte die Staatsanwaltschaft Stade gegen Keller, weil die Universität den Auftrag für den Neubau vermeintlich ohne Ausschreibung an Daniel Libeskind vergeben und damit gegen Vergaberichtlinien verstoßen haben soll. Die Ermittlungen wurden jedoch alsbald eingestellt, da keinerlei Hinweise auf Untreue oder Subventionsbetrug im Zusammenhang mit dem Neubau des Zentralgebäudes der Leuphana vorlagen.

## Veröffentlichungen
- Robert Wilson. Regie im Theater. Fischer, Frankfurt am Main 1997, ISBN 978-3-596-11743-7.
- als Hrsg. mit Timon Beyes, Daniel Libeskind: Die Stadt als Perspektive. Zur Konstruktion urbaner Räume. Hatje Cantz Verlag, Berlin 2006, ISBN 978-3775718028.
- als Hrsg. mit Wulf Rössler, Jörn Moock: Privatisierung im Gesundheitswesen. Chance oder Risiko? (Reihe Gesundheit im Fokus) Kohlhammer Verlag, Stuttgart 2014, ISBN 978-3170248502.
- als Hrsg. mit Wulf Rössler, Jörn Moock: Betriebliches Gesundheitsmanagement. Herausforderung und Chance. (Reihe Gesundheit im Fokus) Kohlhammer Verlag, Stuttgart 2016, ISBN 978-3170313262.